# ジェイミー・フッド
ジェイミー・フッド（Jamie Hood、1986年11月13日 - ）は、香港のラグビー選手。

## プロフィール
- 香港出身。
- ポジションはスクラムハーフ(SH)。
- 身長 180cm、体重 84kg
- 香港代表キャップは29（2020年8月現在）。
- 7人制香港代表に選ばれたことがある[1]。

## 略歴
ケンブリッジ大学卒業後、2016年、リコーブラックラムズに加入。同年10月15日に行われたジャパンラグビートップリーグ第7節の近鉄ライナーズ戦に途中出場で日本での公式戦初出場を果たす。
2017年、リコーブラックラムズを退団した。